# Robert Choma
Robert Jan Choma (ur. 24 czerwca 1963 w Przemyślu) – polski samorządowiec, od 2002 do 2018 prezydent Przemyśla.

## Życiorys
Syn Adolfa. Ukończył studia na Wydziale Prawa i Administracji Uniwersytetu Marii Curie-Skłodowskiej w Lublinie. Został także absolwentem studiów MBA w Collegium Humanum – Szkole Głównej Menedżerskiej w Warszawie. W latach 1996–1998 był wiceprezydentem Przemyśla, od 1998 do 2001 wiceprezesem Krajowego Urzędu Pracy w Warszawie. W latach 2001–2002 zajmował stanowisko dyrektora Szpitala Wojewódzkiego w Przemyślu.
Działał w PPChD. Z listy AWSP kandydował bez powodzenia do Sejmu w wyborach w 2001. Wybierany kolejno w 2002 i 2006 na prezydenta Przemyśla odpowiednio z ramienia lokalnego komitetu prawicy oraz Prawa i Sprawiedliwości. Został członkiem rady naczelnej Chrześcijańskiego Ruchu Samorządowego.
Został wykluczony z PiS, gdy przyznał, iż w 1983 podpisał zobowiązanie do współpracy z SB. W 2009 sąd lustracyjny uznał za prawdziwe złożone przez niego oświadczenie, w którym Robert Choma zaprzeczył, iż był tajnym i świadomym współpracownikiem służb specjalnych PRL.
W styczniu 2010 znalazł się wśród założycieli i członków zarządu Polski Plus, która we wrześniu tego samego roku uległa samorozwiązaniu. W 2010 został wybrany w pierwszej turze na trzecią kadencję prezydenta Przemyśla jako bezpartyjny kandydat własnego komitetu Regia Civitas, uzyskując ponad 12 tys. głosów (52,15%). W 2014 z powodzeniem ubiegał się o reelekcję, wygrywając w drugiej turze wyborów. W 2018 zrezygnował z ubiegania się o reelekcję w kolejnych wyborach.
W 2019 został prezesem przedsiębiorstwa PGE Obrót. Pełnił tę funkcję do 2021, w 2022 powołany na wiceprezesa przedsiębiorstwa PGNiG Termika Energetyka Przemyśl. Stanowisko to zajmował do 2024.

## Odznaczenia
- 2009 – Medal „Pro Memoria”[10]
- 2010 – Krzyż Kawalerski Orderu Odrodzenia Polski[11]
- 2014 – Krzyż Komandorski II Klasy Odznaki Honorowej za Zasługi (Austria)[12]
- 2015 – Brązowa Odznaka „Zasłużony dla Ochrony Przeciwpożarowej”[13]